# Вінницька арка

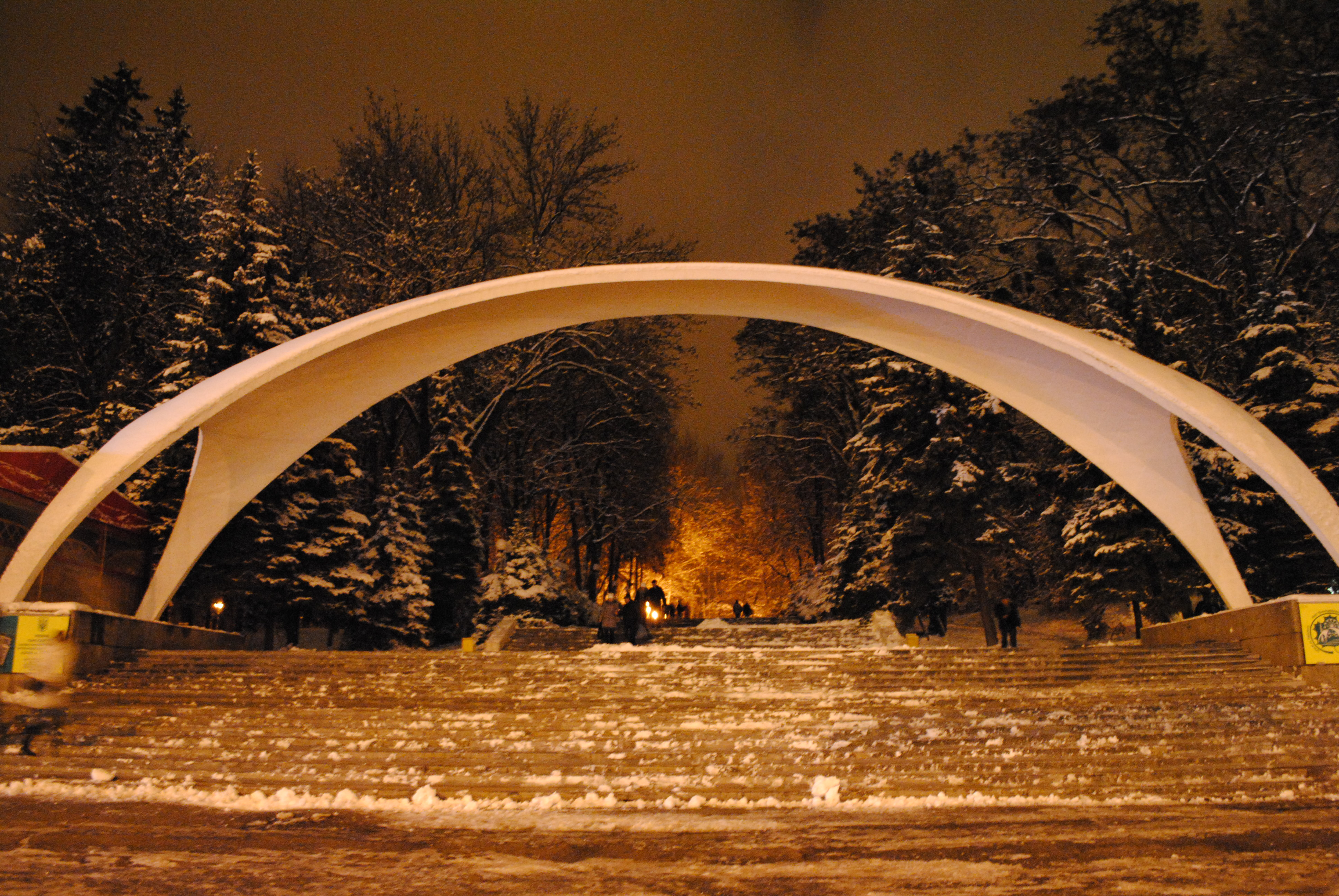
Арка вночі

49°14′03″ пн. ш. 28°27′29″ сх. д. / 49.234231° пн. ш. 28.458119° сх. д.
Вінницька арка — один із символів міста Вінниці. Вона веде до центрального парку ім. Леонтовича та розташована на площі Калічанській, що знаходиться у центрі міста.

## XX століття
Проект арки був частиною плану благоустрою Вінниці у 60-х роках. В 1961 році біля центрального входу в ЦПКіВ ім. Горького (ред. ім. Леонтовича) були встановлені бетонна арка і металевий шпиль.

Авторство ідеї належить місцевому архітектору Роману Романовичу Мархелю. За словами Інни Юхимівни Мархель — дружини архітектора — автор разом із товаришем Владиславом Горбатим кілька місяців працював над ескізом майбутнього символу Вінниціі:
Арка у парку ім. Леонтовича — це його ідея. Він довго обдумував цей проект, але все ніяк не міг знайти ефектного рішення. Аж поки його не підказала одна з дитячих іграшок, які здавна зберігались у нашому домі. Різьблена дерев'яна фігурка кішки несподівано стала прообразам арки. Споруда ніби відтворює її вигнуту спину і також спирається на чотири основи, як на м'які котячі лапи. А якщо підключити уяву, то й стрімку стеллу можна уявити витягнутим вгору котячим хвостом-трубою. Звісно, офіційно про таку "кошачу маму" вінницької арки ми нікому не розповідали. Про це знали лише найближчі друзі. Але іграшка ця й досі ціла.

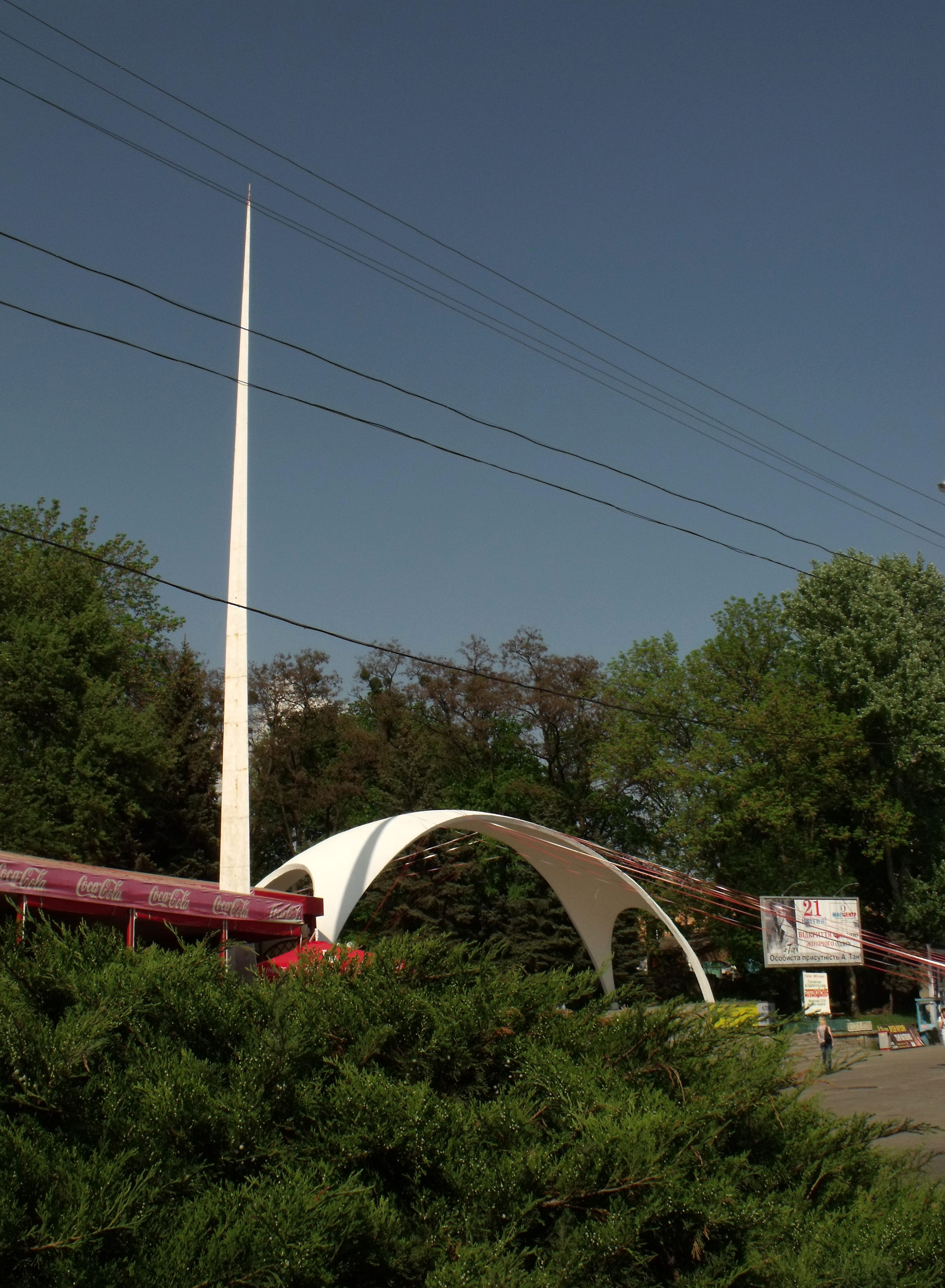
Арка збоку

Арка за радянських часів була чи не єдиним символом Вінниці. Її друкували на більшості листівок, марок і сувенірів міста, біля неї обов'язково фотографувались іноземці, під нею призначали перші побачення, про неї ностальгійно згадували емігранти. Композиція з арки та шпилю символізує собою поверхню земної кулі та стрімкий політ ракети.

## XXI століття

### Корозія обшивки шпиля
Шпиль містить ознаки значної корозії обшивки у вигляді отвору на висоті 7 метрів, в місці зварного з'єднання. Дану ситуацію прокоментував директор департаменту комунального господарства та благоустрою Вінницької міськради Ігор Корольчук:
"Навесні 2012 року ми проводили обстеження. Можу сказати, що основа конструкції в нормальному стані. Вона була обшита тонким металом. Саме в обшивці і утворилася діра. Чому не залатали? Грошей у бюджеті не вистачило на всі косметичні ремонти, адже не один шпиль його потребує. На жаль, у 2012 році з цієї причини дуже багато проектів відклали в «довгий ящик»". 
Директор також запевняв, що навесні того ж року металеву конструкцію мали обстежити, скласти кошторис і визначатися, який саме ремонт необхідний — поточний, що припускає заміну обшивки, або капітальний.